# Chaetopisthes singalensis
Chaetopisthes singalensis är en skalbaggsart som beskrevs av Champion och Erich Wasmann 1923. Chaetopisthes singalensis ingår i släktet Chaetopisthes och familjen Aphodiidae. Inga underarter finns listade i Catalogue of Life.